# DB Schenker

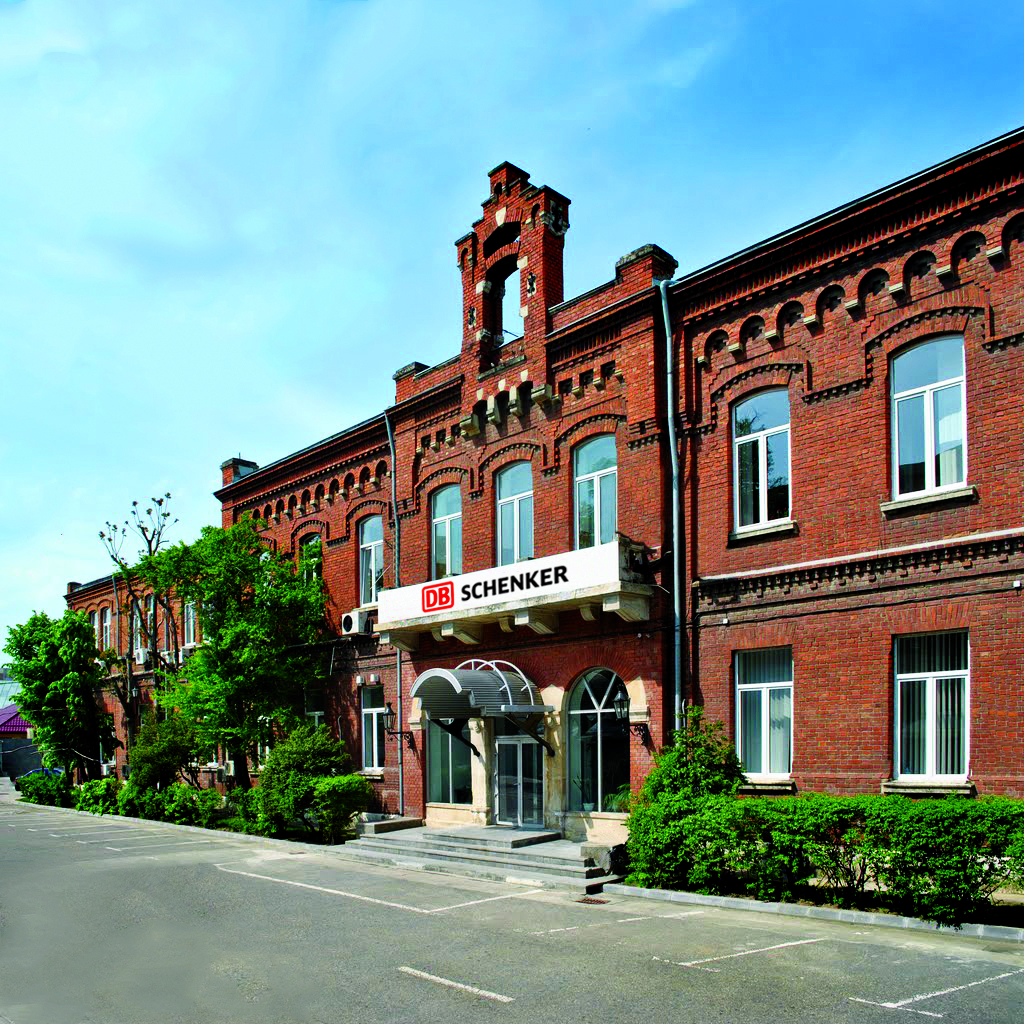
Sediul Central București

DB Schenker este expeditorul numărul unu în transporturile de marfă din România, având sucursale în București, Cluj-Napoca, Arad, Iași și Constanța, cu peste 60 de puncte de lucru în toate regiunile țării. Compania oferă o gamă completă de servicii de transport rutier, feroviar, aerian și maritim, servicii logistice sau vamale, precum și operațiuni portuare în propriul terminal. 
În anul 2014, DB Schenker deținea o cotă de 10% pe piața locală de profil.

## Constanța Mol 1S
Prin sucursala Constanța Mol 1S, DB Schenker oferă servicii de manipulare și depozitare pentru bunuri containerizare în portul Constanța. Datorită echipamentelor moderne cu care este dotat, precum și a localizării sale strategice, Mol 1S este poarta de acces perfectă pentru transportul maritim. Terminalul este conectat direct la canalul Cernavodă și la toate celelalte căi de transport.

## Programul Green Logistics
Protecția mediului a devenit una dintre direcțiile prioritare ale companiei, aceasta implementând o serie de măsuri, concentrate sub termenul de Green Logistics. 
Astfel, la începutul anului 2013, DB Schenker a lansat pe piața din România primele două camioane Iveco Daily 35S14G EEV, alimentate cu gaz natural comprimat (CNG).
Camioanele ajută la reducerea cu până la 20% a emisiilor de CO2 comparativ cu un camion obișnuit, alimentat cu combustibili fosili. Acestea au o capacitate utilă de până la 800 kg și deservesc serviciului de transport în regim de grupaj domestic, oferit de sucursalele București și Cluj-Napoca.
Compania este reprezentată la nivel mondial de peste 96.000 de angajați, care activează în aproximativ 2.000 de locații din 130 de țări.

## Fuziune cu Romtrans
Romtrans S.A. a fost înființată în anul 1952, iar de atunci a reușit  să devină o companie emblematică în domeniul transportului și expediției de mărfuri din România, devenind membru FIATA din 1974. Peste 99% din titlurile Romtrans S.A., deținute de peste 1.000 de acționari, au fost cumpărate la sfârșitul lui 2008 de DB Schenker, divizia de transport și logistică a Deutsche Bahn, cea mai mare companie de căi ferate din Europa.
Cele două societăți acționează acum împreună sub brandul DB Schenker și sub persoană juridică Schenker Romtrans S.A.